# Pierre Brocheux
Pierre Brocheux, né le 18 mai 1931 à Cholon en Indochine et mort le 25 décembre 2022 à Paris, est un historien franco-vietnamien spécialiste de l'histoire du Vietnam et plus particulièrement de l'Indochine française.

## Biographie
Pierre Brocheux est né à Cholon, Saïgon (Cochinchine, actuel Viêt Nam) en 1931. Il fait ses études primaires, secondaires et supérieures à Saïgon et Paris. 
Professeur certifié (Sorbonne), il a enseigné l'histoire et la géographie au lycée français de Saïgon de 1960 à 1968.
Professeur d'histoire et géographie au lycée technique Jean-Macé à Vitry-sur-Seine (1968-1970)
Docteur en histoire (3e cycle) de l'École des hautes études en sciences sociales en 1969, maître de conférences à l'université Paris-Diderot (1970-1997). Spécialiste de l'histoire de l'Asie du Sud-Est et du Viêt Nam en particulier
1989-2001, rédacteur en chef de la Revue française d'histoire d'outre-mer (Outre-mers : revue d'histoire à partir de 2001)
1994, cofondateur de l'Association française des chercheurs sur l'Asie du Sud-Est (AFRASE), président 1994-1997

## Publications
- Pierre Brocheux et Daniel Hémery, Indochine, la colonisation ambiguë, Paris, La Découverte, coll. « Textes à l'appui/ série histoire contemporaine », 1995, 427 p.

- Prix littéraire de l'Asie de l'Association des écrivains de langue française 1996, 2e édition 2000
- Traduction et édition en anglais, University of California Press, 2013
- Hô Chi Minh, Presses de Sciences Po, coll. « Références/Facettes », 2000
- Hô Chi Minh, du révolutionnaire à l’icône, Payot, 2003[7], trad. en anglais Ho Chi Minh. A Life, Cambridge University Press, 2007

- Prix Auguste-Pavie 2003 de l'Académie des sciences d'outre-mer
- Une histoire économique du Viet Nam : 1850-2007 : la palanche et le camion, Les Indes savantes 2009.
- (en) The Mekong Delta. Ecology, Economy and Revolution. 1860-1960. Wisconsin University Press, 1995, 2e édition 2009
- Histoire du Vietnam contemporain : la nation résiliente, Fayard, 2011
- directeur et coauteur, Les décolonisations au XXe siècle : la fin des empires européens et japonais, A.Colin, 2012
- éditeur et coauteur, Histoire de l'Asie du Sud-Est : révoltes, réformes et révolutions, Presses universitaires de Lille, 1981
- (en) Gisele Bousquet et P. Brocheux (editors & co-authors), Viet Nam Exposé.French Scholarship on Twentieth Century Vietnamese Society, The University of Michigan Press, 2002